# Smidtia magnicornis
Smidtia magnicornis là một loài ruồi trong họ Tachinidae.